# Rascacielos de Bailén
El rascacielos de Bailén fue el primer edificio con una altura superior a los 40 metros construido en Bilbao.

## Localización
La torre, de 43 metros y 13 plantas y construida entre 1940 y 1946, se encuentra en el barrio de San Francisco, en el límite con Abando, junto a las estaciones de Bilbao-Concordia y Abando Indalecio Prieto.

## Historia
Los arquitectos José María Chapa y Manuel Ignacio Galíndez se encargaron de construir la torre, que fue la más alta de la ciudad hasta que en 1968 se construyera la Torre Banco de Vizcaya en Abando. Antiguamente fue la sede de la Magistratura de Trabajo.
Hoy en día el edificio pertenece a Adif y el inmueble está protegido por el Plan especial de Rehabilitación del Casco Viejo. Por esta causa, Adif puso en marcha las obras de reforma del rascacielos, que desde hacía años venían pidiéndose desde el Ayuntamiento de Bilbao.